# Stenospermation archeri
Stenospermation archeri är en kallaväxtart som beskrevs av Kurt Krause. Stenospermation archeri ingår i släktet Stenospermation och familjen kallaväxter.
Artens utbredningsområde är Colombia. Inga underarter finns listade.